# Trébuchet (outil)
Pour les articles homonymes, voir Trébuchet (homonymie).
Cet article court présente un sujet plus développé dans : Balance (instrument).

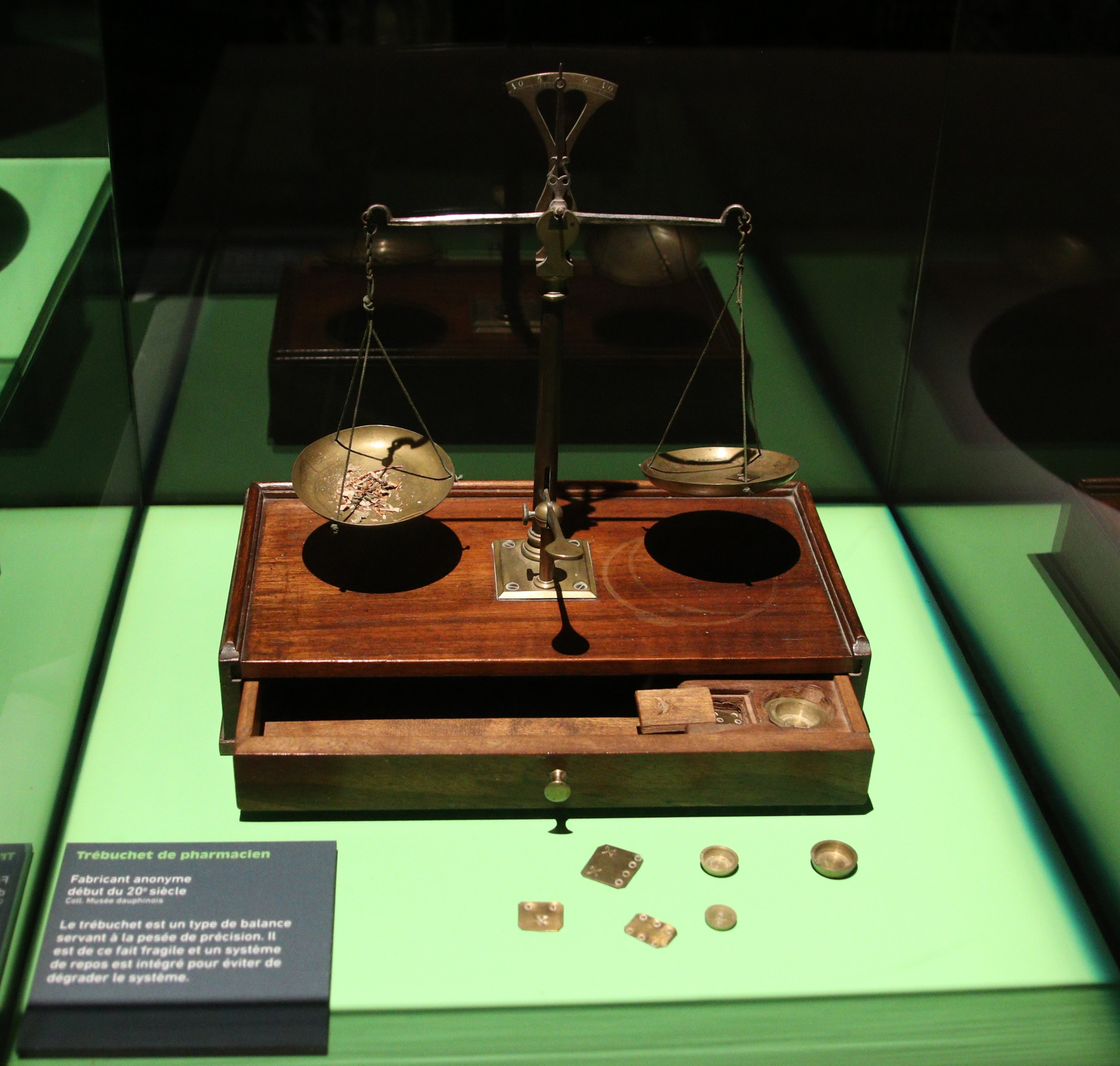
Trébuchet de pharmacien du début du 20e siècle. Coll. Musée dauphinois.

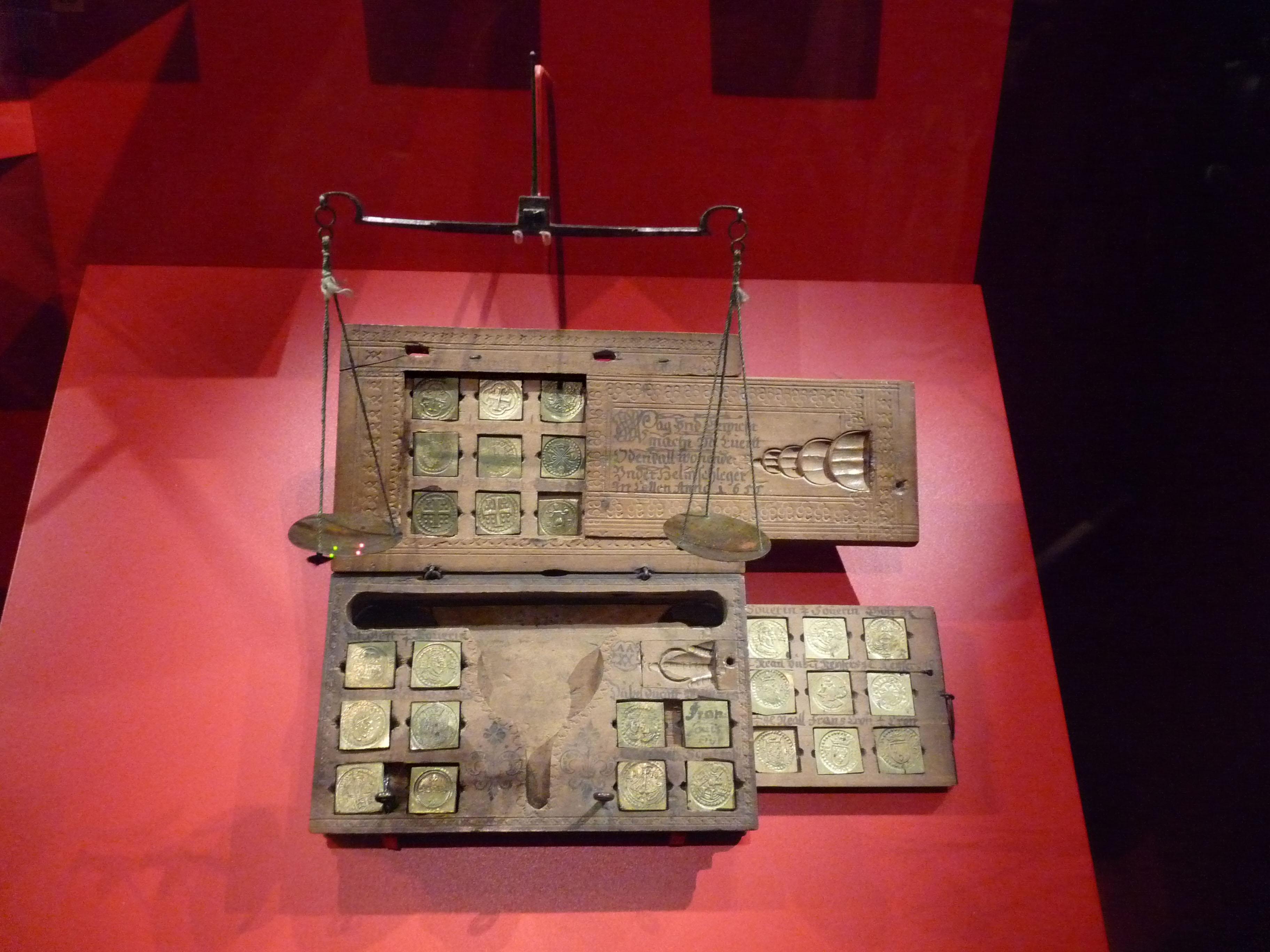
Boîte de changeur avec trébuchet (Musée historique de Strasbourg).

Un trébuchet est une petite balance de précision, utilisée pour peser, en laboratoire ou orfèvrerie/ joaillerie, de petites quantités et pour la vérification du poids des monnaies.
Il est à l'origine de l'expression « payer en espèces sonnantes et trébuchantes », qui consistait à vérifier la valeur d'une pièce de monnaie en la faisant résonner et en la pesant au trébuchet.

## Conception
Le trébuchet a été mis au point, en 1792, par le fabricant d'instruments scientifiques Jean-Nicolas Fortin, sur demande de Lavoisier qui avait besoin d'une balance de précision pour définir le gramme étalon (équivalent à un centimètre cube d'eau) et le milligramme (un millimètre cube) dans le cadre de la conception du système métrique. 
Son nom vient du fait qu'une minime augmentation de poids faisait "trébucher", pencher les plateaux. 